# Bias Fortes
Bias Fortes là một đô thị thuộc bang Minas Gerais, Brasil. Đô thị này có diện tích 284,271 km², dân số năm 2007 là 3880 người, mật độ 14,3 người/km².